# Ludvig I av Savojen
Ludvig I av Savoyen, född 21 februari 1413 i Genève, död 29 januari 1465 i Lyon, var regerande hertig (monark) av Savojen från 1440 till 1465.